# Византийска реконкиста
Византийската реконкиста се нарича периода между 780 – 1180 г., когато Византийската империя отвоюва от Абасидите и Фатимидите по-голяма част от тъй наречената от тях Велика Сирия или по-точно Същинска Сирия с райони на съвременните Ирак, Палестина, Сирия, Анатолия и Южна Италия в цяла поредица от войни за надмощие в Източното Средиземноморие.
След предходен период на нерешителен и тлеещ граничен конфликт с лек византийски превес, с възкачването на Македонската династия, и в частност след битката на Киликийските порти, следва дълга поредица от почти непрекъснати византийски победи в края на 10 и началото на 11 век, които позволяват на трима византийски императори, а именно Никифор II Фока, Йоан Цимисхий и Василий II да си възвърнат загубената предходно територия на Сирия през 7 век след арабското завоюване по времето на Ираклий. 
Сирия, включително Дамаск, са превзети от византийците, като е създадена новата тема Сирия, която е интегрирана към останалата територия в контекста на разширяването на империята на югоизток. В допълнение към тази първа реконкиста срещу Арабския халифат, първите бляскави християнски победи нанасят най-вече тежко психологическо поражение на противника, защото е възвърната територията считана за свята от християнството, и по-специално град Антиохия, родното място на Йоан Златоуст и средище на Антиохийската патриаршия.
Отвоювани са и Халеб и Едеса под предводителството на Георги Маниак.
Независимо от това, арабите успяват да задържат по-голяма част от Палестина с Ерусалим, а и предходната житница на империята Египет с двете патриаршии. По този начин аритметично все пак три от петте антични патриаршии (без Йерусалим и Александрия към Рим и Константинопол) са в християнски ръце все пак.
Сирия престава да съществува като византийска провинция, след като селджуците превземат град Антиохия през 1084 г. след злополучната битка при Манцикерт. Кръстоносците възвръщат града обратно в християнски ръце през 1097 г., поставяйки го под византийския протекторат над кръстоносните държави в Йерусалим и Антиохия до времето на Мануил I Комнин.
Прието е годината на смъртта на Мануил Комнин през 1180 г. да се счита за официален край на византийските военни кампании на изток. Предходно императорът е духовно сринат и разстроен от загубата в битката при Мариокефалон, наричана сполучливо „втори Манцикерт“. Независимо от тази нова тежка загуба от селджуците, превземането на Константинопол от участниците в Четвъртия кръстоносен поход ангажира византийците с друго, а и арабите са предходно заети основно в други конфликти, така че с това се слага края на продължилите повече от пет века арабско-византийски войни, завършили като цяло със запазване на предходното статукво с изключение на африканските римо-византийски територии останали под мюсюлманска власт до завоюването им от османците.
След похода на Селим I до Египет през 1517 г., от 15 до 16 век, съответно отново всички предходни византийски владения са подчинени на новата власт в Цариград.